# Quintanar de la Orden
Quintanar de la Orden – gmina w Hiszpanii, w prowincji Toledo, w Kastylii-La Mancha, o powierzchni 87,87 km². W 2011 roku gmina liczyła 13 047 mieszkańców.